# Lökstamfly
Lökstamfly, Hydraecia nordstroemi är en fjärilsart som beskrevs av Arvid Horke 1952. Lökstamfly ingår i släktet Hydraecia och familjen nattflyn, Noctuidae. Arten är reproducerande i Sverige. Inga underarter finns listade i Catalogue of Life.